# Krystyna Kaźmierczak
Krystyna Kaźmierczak, coniugata Gąsiorowska (Poznań, 10 settembre 1947), è un'ex cestista polacca.

## Carriera
Con la Polonia ha disputato i Campionati europei del 1970.